# Warmeriville
Warmeriville is een gemeente in het Franse departement Marne (regio Grand Est). De plaats maakt deel uit van het arrondissement Reims. Warmeriville telde op 1 januari 2022 2.689 inwoners.

## Geografie
De oppervlakte van Warmeriville bedroeg op 1 januari 2022 23,25 vierkante kilometer; de bevolkingsdichtheid was toen 115,7 inwoners per km².

## Demografie
Onderstaande figuur toont het verloop van het inwonertal (bron: INSEE-tellingen).

## Geboren
- Albert Thiry (1886-1966), componist en dirigent